# Дьяконов, Валерий Аркадьевич
Валерий Аркадьевич Дьяконов (29 июля 1942, Тюмень — 6 мая 2015, Красноярск) — советский и российский театральный актёр и педагог. Народный артист РСФСР (1986). Лауреат Государственной премии РСФСР им. К. С. Станиславского (1982).

## Биография
В 1960 году закончил ремонтно-механическое отделение Тюменского машиностроительного техникума. Работал слесарем завода «Сибтяжмаш», затем — инструктором Дома офицеров Красноярска.
В 1965 году окончил драматическое отделение Красноярского училища искусств (педагог Н. В. Дубинский). После окончания училища вошёл в труппу Красноярского театра драмы имени А. С. Пушкина. За пятьдесят лет работы в театре сыграл более ста пятидесяти ролей.
В 1966—1971 годах преподавал в родном Красноярском училище искусств. В 1989—1997 годах был педагогом Красноярского государственного института искусств. Доцент (1996), профессор, художественный руководитель курса.
В 1983—2000 годах был председателем Красноярской организации СТД РФ. Неоднократно избирался депутатом городского и краевого советов. С 1999 по 2008 год был официальным голосом телеканала ТВК.
Скончался 6 мая 2015 года после продолжительной болезни. Похоронен на Бадалыкском кладбище в Красноярске.

## Награды
- заслуженный артист РСФСР (26.3.1975).
- Государственная премия РСФСР имени К. С. Станиславского (1982) — за исполнение роли комиссара Данилова в спектакле «Спутники» В. Ф. Пановой, поставленном на сцене Красноярского драматического театра имени А. С. Пушкина (1982).
- народный артист РСФСР (21.2.1986).

## Работы в театре
- «Спутники» В. Ф. Пановой — Данилов
- «Поминальная молитва» Шолом-Алейхема — Тевье
- «Царь Фёдор Иоаннович» А. К. Толстого — Борис Годунов
- «Милый друг» Г. де Мопассана — Жорж Дюруа
- «Тартюф» Ж.-Б. Мольера — Оргон
- «Горе от ума» А. С. Грибоедова — Павел Афанасьевич Фамусов
- «Кукла для невесты» — Митрич
- «Примадонны» — доктор Маерс
- «Чайка» — Илья Афанасьевич Шамраев
- «Полковник Птица» — Матей
- «Дом, где разбиваются сердца» — капитан Шотовер
- «Костюмер» — Сэр Джон
- «Лес» А. Н. Островского  — Евгений Аполлоныч Милонов
- «Путешествие Алисы в Швейцарию» — Джон
- «Лики любви» — участник композиции
- «Варвары» М. Горького — Редозубов Василий Иванович (городской голова)
- «Тихий шорох уходящих шагов» — Юрасик, друг Дмитрича

## Фильмография
- 1998 — Капитанская дочка — Андрей Петрович Гринёв
- 2002 — Улицы разбитых фонарей 4  (4-я и 5-я серии «На улице Марата») — полковник

## Адреса в Красноярске
Артист проживал в доме № 104 на улице Ленина.